# Сторожові кораблі проєкту 205П

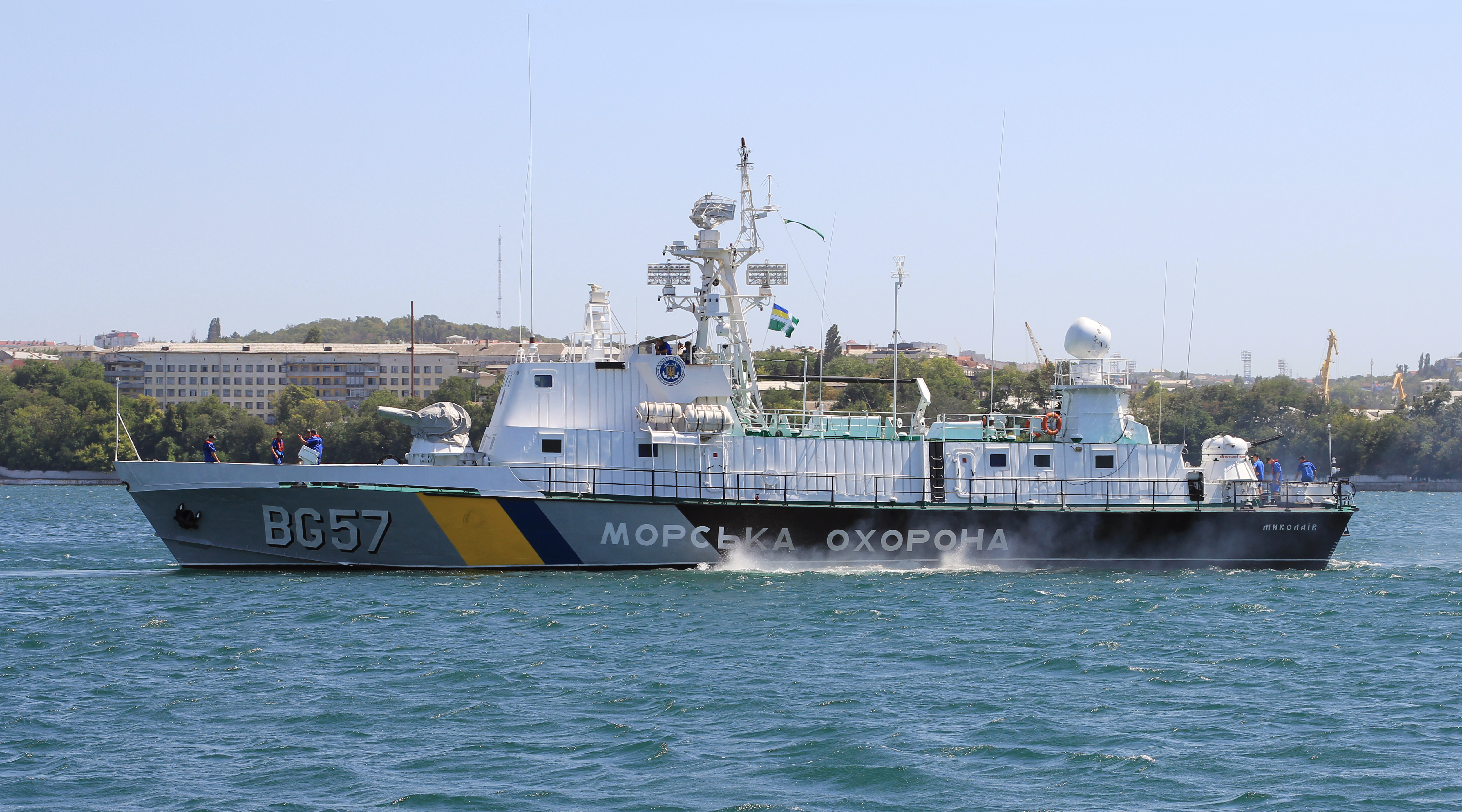

Прикордонні сторожові кораблі (ПСКР) проєкту 205П (шифр Тарантул, кодове позначення НАТО Stenka) — тип радянських патрульних катерів.
Проєкт розроблений ЦКБ «Алмаз» в середині 1960-х років на базі ракетних катерів проєкту 205.
У 1967—1989 роках у Ленінграді та Владивостоку було побудовано 137 одиниць, в тому числі 7 з експортного проєкту 02059 (3 для Куби і 4 для Кампучії).

## Характеристики
- Довжина — 39,94 м.
- Водотоннажність — 238 т.
- Швидкість — 35,6 вуз.
- Екіпаж — 30 чол.
- Автономність;- 10 діб.

Озброєння:
- 2х2 — 30 мм АУ;
- 12 глибинних бомб «ББ-1»;
- 2 радіолокаційні станції( МР -220, МР-104);
- 2 гідроакустичні станції;
- 2 радіостанції КХ;
- 2 радіостанції УКХ.

## Застосування
29-30  грудня 2023 року під час російського вторгнення в Україну в окупованому росіянами Севастополі затонув корабель цього класу, який міг бути українським кораблем, захопленим росіянами під час анексії Криму. Він міг затонути через український удар (відомо, що місцеві мешканці чули гучні вибухи) або через поганий технічний стан.

## Галерея

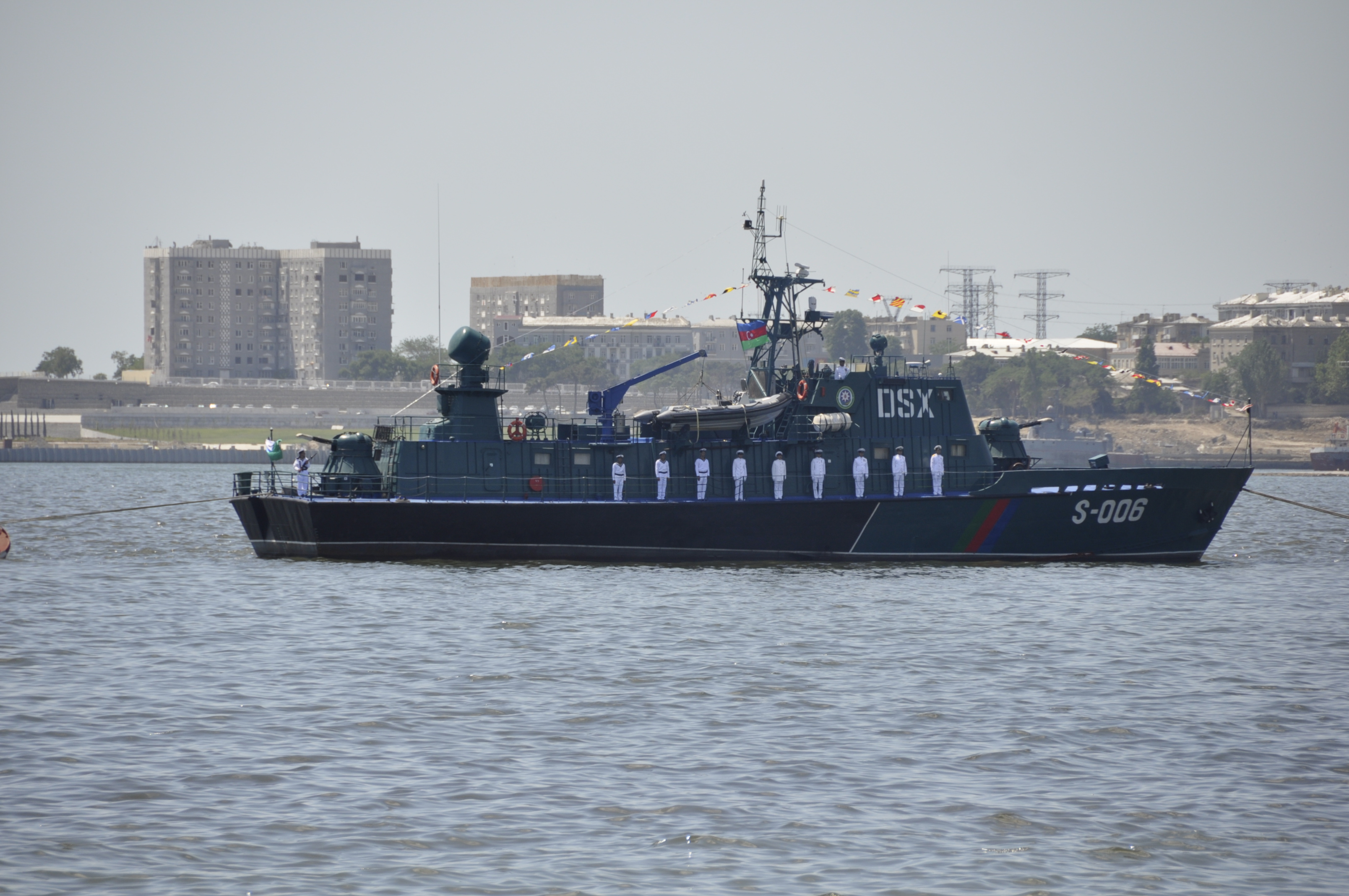
Прикордонний сторожовий корабель PSKR-626 (бортовий номер S-006; бувший совітський АК-234) проєкту 205П Морської охорони Азербайджану на параді в Баку на честь Дня Збройних сил Азербайджану 26 червня 2011 року.
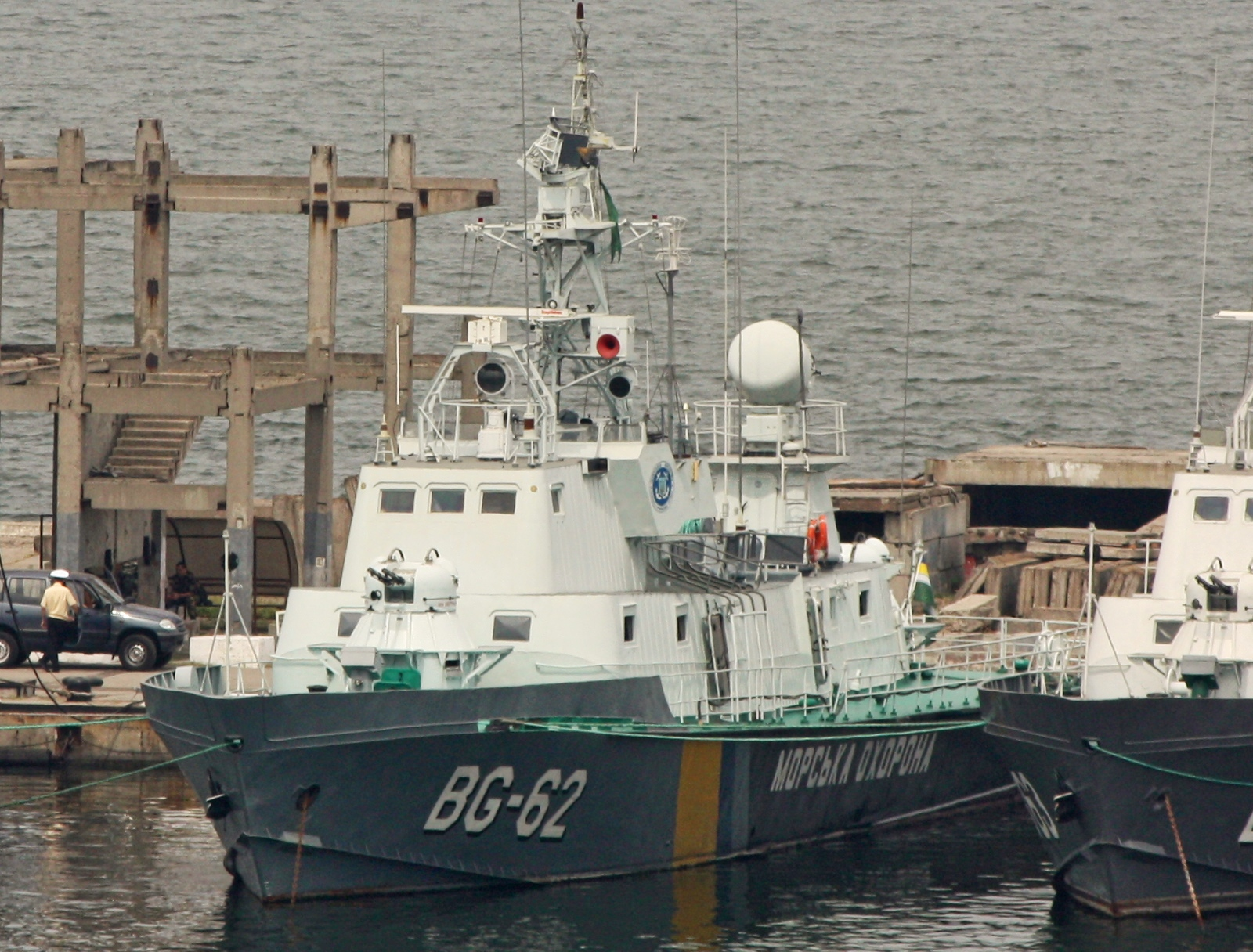
Стоянка кораблів морської охорони проєкту 205П ДПС України в Одеському порту: КрМО «Поділля», бортовий номер BG-62; бувший совітський ПСКР-709), праворуч видно ніс КрМО «Павло Державін», бортовий номер BG-63; бувший совітський ПСКР-720); 2010 рік.

## Джерело
- Кораблі і судна морських частин Державної Прикордонної Служби

1. ↑  В Криму затонув сторожовий корабель проєкту 205П "Тарантул". Мілітарний (укр.). Архів оригіналу за 23 січня 2024. Процитовано 28 січня 2024.